# Octave Mannoni
Dominique-Octave Mannoni ( francês: [manoni]; 29 de agosto de 1899, em Sologne – 30 de julho de 1989, em Paris) foi um psicanalista e autor francês.

## Vida
Depois de passar mais de vinte anos em Madagascar, Mannoni voltou para a França após a Segunda Guerra Mundial onde, inspirado por Lacan, publicou vários livros e artigos psicanalíticos. Em 1964, ele seguiu Lacan na École Freudienne de Paris, onde permaneceu (com sua esposa Maud Mannoni) um defensor leal até o fim.

## Obra
Indiscutivelmente seu trabalho mais conhecido, Prospero and Caliban: The Psychology of Colonization, lida com a colonização e a psicologia do colonizador e do colonizado. Mannoni via o colonizador, com seu "complexo de Próspero", como alguém em fuga regressiva de um complexo paterno, usando a divisão e o bode expiatório do colonizado para fugir de problemas pessoais; o colonizado escondendo o ressentimento por trás da dependência.
O livro foi posteriormente criticado por escritores como Frantz Fanon por subestimar as raízes sócio-materialistas do encontro colonial. No entanto, foi para influenciar uma geração de diretores de Shakespeare como Jonathan Miller, que considerou que Mannoni "via Caliban e Ariel como diferentes formas de resposta negra ao paternalismo branco".
Outra obra conhecida de Mannoni foi "Clefs pour l'imaginaire ou l'Autre Scène", Seuil, 1969.